# Tau Bootis b
τ Bootis b (Tau Bootis b, gelegentlich auch Tau Bootis Ab) ist ein Exoplanet, der den Stern Tau Bootis A im Doppelsternsystem Tau Bootis im Sternbild Bärenhüter umkreist.

## Entdeckung
Tau Bootis b wurde im Jahr 1996 mittels der Radialgeschwindigkeitsmethode entdeckt und gehört zu den ersten bekannten Exoplaneten um einen sonnenähnlichen Hauptreihenstern. Die Entdeckung wurde von Geoffrey Marcy, R. Paul Butler, und drei weiteren Astronomen zusammen mit den Planeten 55 Cancri b und Ypsilon Andromedae b im Jahr 1997 veröffentlicht. Im Jahr 1999 verkündeten britische Wissenschaftler eine Direktbeobachtung des Planeten mit dem William Herschel Telescope auf La Palma, woraufhin Tau Bootis b den inoffiziellen Beinamen Millenium Planet erhielt. Dies konnte jedoch später widerlegt werden.

## Eigenschaften
Tau Bootis b gehört zur Planetenklasse der Hot Jupiters, die als Gasriesen ihren Zentralstern in sehr geringem Abstand umkreisen. Ein Umlauf des Planeten um Tau Bootis A dauert nur rund 3,31 Tage bei einer großen Halbachse von lediglich etwa 0,049 AE. Die Bahnexzentrizität ist sehr gering und beträgt etwa 0,011.
Die Mindestmasse von Tau Bootis b beträgt rund 4,32 Jupitermassen. Eine Studie von 2012 geht allerdings von einer tatsächlichen Masse von etwa 5,95 Jupitermassen aus, bei einer Bahnneigung des Planeten von rund 44,5°.
Die Albedo des Planeten muss niedriger sein als 0,37, da bisher noch kein reflektiertes Licht entdeckt werden konnte. Die Temperatur liegt an der Oberfläche bei mindestens 1.500 Kelvin. Diese extrem hohe Temperatur lässt vermuten, dass sich über einer von Dämpfen aus Alkalimetallen geprägten Atmosphäre Wolken aus Silikaten bilden könnten, diese Hypothesen sind jedoch spekulativ und derzeit nicht belegbar.